# Robert Sutton (prêtre)
Pour les articles homonymes, voir Robert Sutton.
Robert Sutton, né entre 1543-1545 à Burton-on-Trent dans le Staffordshire et mort à Stafford le 27 juillet 1588 est un prêtre catholique anglais arrêté et exécuté sous le règne d'Elizabeth Ire.

## Biographie
John Sugar est né dans une famille passée à l'anglicanisme. Il est étudiant au Christ Church college d'Oxford. Ayant la vocation il se fait ordonné et est nommé recteur de la paroisse de Lutterworth dans le Leicestershire. Son frère William (qui plus tard deviendra Jésuite) est le premier à se convertir au catholicisme. Il le suit dans sa démarche, abandonne sa paroisse et se rend sur le continent en 1575 avec le projet d'être réconcilié avec l'Église catholique. Il intègre le Collège anglais de Douai et est ordonné deux ans plus tard prêtre catholique. L'année suivante il revient en Angleterre et concentre son ministère dans le Staffordshire. En 1585 il est une première fois arrêté. Il est banni d'Angleterre mais revient aussi sec. Il est arrêté à Stafford une nouvelle fois. Cette fois-ci le juge ne se montre plus clément. Il est condamné à mort et subit la peine réservée aux traîtres à savoir pendaison, éviscération et écartèlement.

## Vénération
Déclaré bienheureux par Jean-Paul II en 1987 Robert Sutton est l'un des quatre-vingt-cinq Quatre-vingt-cinq martyrs d'Angleterre et de Galles béatifié par ce dernier et fêté le 27 juillet. Son nom figure aussi dans la liste des martyrs de Douai.